# Mcateeana sexnotata
Mcateeana sexnotata är en insektsart som först beskrevs av Van Duzee 1914.  Mcateeana sexnotata ingår i släktet Mcateeana och familjen dvärgstritar.
Artens utbredningsområde är Kalifornien. Inga underarter finns listade i Catalogue of Life.